# Tháne
Tháne (maráthi nyelven: ठाणे) város India területén, Mahárástra szövetségi államban, Mumbai egyik északkeleti elővárosa. Az azonos nevű Tháne adminisztratív körzet székhelye. Lakossága 2011-ben 1,8 millió fő volt. Gazdaságában a szolgáltatási szektor a meghatározó. Mint Nagy-Mumbai része, a város inkább lakóhely (alvóváros), mint ipari központ.